# Shibano Takumi
Shibano Takumi (柴野 拓美 Sài Dã Thác Mỹ,  ngày 27 tháng 10 năm 1926 – ngày 16 tháng 1 năm 2010) là một dịch giả và tác giả khoa học viễn tưởng người Nhật. Ông được coi là một nhân vật quan trọng trong cộng đồng người hâm mộ nước này và góp phần thiết lập thể loại khoa học viễn tưởng Nhật Bản.
Quê quán ở Kanazawa, Ishikawa, vào năm 1957 Takumi bắt đầu xuất bản fanzine khoa học viễn tưởng thành công đầu tiên của Nhật Bản mang tên Uchūjin ban đầu được xuất bản hàng tháng; nhiều người đóng góp cho fanzine sau này trở thành chuyên nghiệp, bao gồm Shin'ichi Hoshi, Sakyo Komatsu, Ryu Mitsuse và Yasutaka Tsutsui, và hình thành thế hệ tác giả khoa học viễn tưởng hiện đại đầu tiên của Nhật Bản.  Shibano là chủ tọa của hội nghị khoa học viễn tưởng đầu tiên của Nhật Bản vào năm 1962, cũng như lần thứ hai (1963), thứ tư (1965) và thứ sáu (1967).  Ông còn xúc tiến việc thành lập Liên đoàn các Nhóm Người hâm mộ SF Nhật Bản, được thành lập vào năm 1965 và là chủ tịch của Liên đoàn này từ năm 1966 đến năm 1970.
Sau khi rời công việc giáo viên toán trung học năm 1977, ông trở thành nhà văn và dịch giả toàn thời gian. Dưới bút danh Kozumi Rei (小隅 黎 Tiểu Ngung Lê), một vở kịch về "tia vũ trụ," ông đã dịch sáu mươi tiểu thuyết khoa học viễn tưởng từ tiếng Anh sang tiếng Nhật, bao gồm loạt truyện Lensman của E. E. Smith và sê-ri Known Space của Larry Niven.
Cũng dưới bút danh Kozumi Rei, ông đã viết ba cuốn sách dành cho trẻ em, gồm Siêu nhân 'Plus X' (1969), Chiến dịch Moonjet (1969), và Cuộc nổi dậy ở thành phố Bắc Cực (1977), và còn là tác giả chính của Thế giới Văn học Đại chúng (1978).
Năm 1968, một quỹ của người hâm mộ đã trả tiền để ông được tham dự Worldcon lần đầu tiên, và sau năm 1979, ông tham dự hầu hết các Worldcon và là người trao Giải Seiun.  Ông đã nhận được Giải Trái tim Lớn E. E. Evans vào năm 1986 và Giải đặc biệt Worldcon tại Hội nghị Khoa học Viễn tưởng Thế giới lần thứ 51 năm 1993.  Ông là Khách mời Người hâm mộ danh dự của Hội nghị Khoa học Viễn tưởng Thế giới lần thứ 54 vào năm 1996 và Hội nghị Khoa học Viễn tưởng Thế giới lần thứ 65 vào năm 2007.
Giải thưởng đặc biệt Giải Nihon SF Taisho, Giải thưởng đặc biệt Giải Seiun, Giải thưởng Công trạng Giải Tokyo Anime được trao sau khi tác giả qua đời vì thành tựu trọn đời của mình.